# Tiszalúc
Tiszalúc é uma vila da Hungria, situada no condado de Borsod-Abaúj-Zemplén. Tem 44,88 km² de área e sua população em 2019 foi estimada em 5.064 habitantes.